# Henry Ward Beecher
Henry Ward Beecher (Litchfield, 24 de junho de 1813 – 8 de março de 1887) foi um clérigo congregacionalista norte-americano, reformador social e orador, conhecido por seu apoio à abolição da escravidão, sua ênfase no amor de Deus e por seu julgamento por adultério em 1875. 

## Vida
Henry Ward Beecher era filho de Lyman Beecher, um ministro calvinista que se tornou um dos evangelistas mais conhecidos de sua época. Vários de seus irmãos e irmãs tornaram-se educadores e ativistas conhecidos, mais notavelmente Harriet Beecher Stowe, que alcançou fama mundial com seu romance abolicionista Uncle Tom's Cabin. Henry Ward Beecher formou-se no Amherst College em 1834 e no Lane Theological Seminary em 1837 antes de servir como ministro em Indianápolis e Lawrenceburg, Indiana.
Em 1847, Beecher tornou-se o primeiro pastor da Igreja de Plymouth no Brooklyn, Nova York. Ele logo ganhou fama no circuito de palestras por seu estilo de oratória inovador no qual empregava humor, dialeto e gíria. Ao longo de seu ministério, ele desenvolveu uma teologia enfatizando o amor de Deus acima de tudo. Ele também se interessou pela reforma social, particularmente pelo movimento abolicionista. Nos anos que antecederam a Guerra Civil, ele arrecadou dinheiro para comprar escravos do cativeiro e enviar rifles - apelidados de "Bíblias de Beecher" - para abolicionistas que lutavam no Kansas. Ele viajou pela Europa durante a Guerra Civil, falando em apoio à União.
Após a guerra, Beecher apoiou causas de reforma social como o sufrágio feminino e a temperança. Ele também defendeu a teoria da evolução de Charles Darwin, afirmando que ela não era incompatível com as crenças cristãs.  Havia rumores de ele ser adúltero, e em 1872 o Woodhull & Claflin's Weekly publicou uma história sobre seu caso com Elizabeth Richards Tilton, a esposa de seu amigo e ex-colega de trabalho Theodore Tilton. Em 1874, Tilton apresentou acusações de "conversa criminal" contra Beecher. O julgamento subsequente resultou em um júri suspenso e foi um dos julgamentos mais amplamente divulgados do século.
A longa carreira de Beecher nos holofotes públicos levou a biógrafa Debby Applegate a chamar sua biografia dele de O Homem Mais Famoso da América.

## Lista de trabalhos publicados
- Seven Lectures to Young Men (1844)
- Star Papers; or, Experiences of Art and Nature (1855)
- Life Thoughts, Gathered from the Extemporaneous Discourses of Henry Ward Beecher by One of His, 1858
- Notes from Plymouth Pulpit (1859)
- The Independent (1861–63)
- Eyes and Ears (1862)
- Freedom and War (1863) Boston, Ticknor and Fields (1863)
- Lectures to Young Men, On Various Important Subjects.
- Christian Union (1870–78)
- Summer in the Soul (1858)
- Prayers from the Plymouth Pulpit (1867)
- Norwood, or Village Life in New England (1868)
- Life of Jesus, the Christ (1871)
- Yale Lectures on Preaching (1872)
- Evolution and Religion (1885)
- Proverbs from Plymouth Pulpit (1887)
- A Biography of Rev. Henry Ward Beecher (1888)